# NGC 6861
NGC 6861 = IC 4949 ist eine elliptische Galaxie vom Hubble-Typ E/S0 im  Sternbild Teleskop am Südsternhimmel. Sie ist rund 125 Millionen Lichtjahre von der Milchstraße entfernt und hat einen Durchmesser von etwa 110.000 Lichtjahren.
Im selben Himmelsareal befinden sich u. a. die Galaxien NGC 6851, NGC 6868, NGC 6870, IC 4943.
Das Objekt wurde am 30. Juli 1826 von James Dunlop mit Hilfe eines 9-Zoll-Teleskops entdeckt. „Wiederentdeckt“ am 8. Juli 1897 von Lewis Swift (als IC-Objekt eingetragen als IC 4949).